# Manfred Müller (football)
Pour les articles homonymes, voir Manfred Müller.
Manfred Müller est un footballeur ouest-allemand puis allemand né le 28 juillet 1947 à Essen. Il évoluait au poste de gardien de but.

## Biographie
Manfred Müller commence le football au SV Teutonia Überruhr, en 1965 il rejoint les équipes jeunes du Schwarz-Weiss Essen et intègre l'équipe première pour la saison 1965-1966 en Regionalliga, à cette époque le deuxième niveau du football allemand.
Il devient joueur du Wuppertaler SV en 1971, dès la saison 1972-1973, il devient gardien titulaire du club promu en première division ouest-allemande,. En 1974-1975, il est relégué en deuxième division avec son équipe.
En 1976, Müller est joueur du FC Nuremberg, qui évolue en deuxième division. Le 9 juin 1978, il devient le héros du club lorsqu'il arrête un pénalty de Horst Hrubesch à la 83e minute de jeu, préservant le score final 2 à 2 qui permet à Nuremberg de monter en Bundesliga. Le club ne restera finalement qu'une saison dans l'élite, il rejoint alors un autre club de deuxième division, le ESV Ingolstadt-Ringsee, mais au bout d'un mois est contacté par le Bayern Munich pour servir de doublure de Walter Junghans.
En 1979, il rejoint le Bayern Munich, jusqu'en 1982 il alterne dans les buts avec Walter Junghans. Il est sacré Champion d'Allemagne dès sa première saison en 1979-80.
Lors de la campagne de Coupe des clubs champions en 1980-81, il dispute 4 matchs.
Il est sacré double-Champion d'Allemagne de l'Ouest en 1980 et 1981.
Lors de la campagne de Coupe des clubs champions en 1981-82, il dispute cinq matchs dont la finale perdue 0-1 contre Aston Villa.
Il dispute la finale légendaire de la Coupe d'Allemagne de l'Ouest en 1981-82, où le Bayern mené 0-2 contre Nuremberg, remporte finalement le match 4 à 2 . Avec l'arrivée de l'international belge Jean-Marie Pfaff en 1982, il dispute de moins en moins de match.
Lors de la finale de Coupe d'Allemagne 1984 il ne sera que remplaçant et arrête ensuite sa carrière de joueur.
En 1984, il retourne au FC Nuremberg pour occuper un poste de manager. Le 1er novembre 1986, il retourne sur le terrain pour remplacer le gardien titulaire Andreas Köpke suspendu pour un match, Nuremberg gagne ce match contre Fortuna Düsseldorf 4 à 3.
De 1992 à 2006, il travaillera comme producteur télévision en créant sa société MM FILM & VIDEO Manfred Müller GmbH qui difuse les matchs de la Bundesliga.
Le bilan de la carrière de Müller en championnat s'élève à 143 matchs disputés en première division allemande, et 100 matchs en deuxième division allemande. En compétitions européennes, il dispute neuf matchs en Coupe des clubs champions, deux matchs en Coupe des vainqueurs de coupe, et cinq matchs en Coupe UEFA.

## Palmarès
Bayern Munich
- Championnat d'Allemagne de l'Ouest (2) :
  - Champion : 1979-80 et 1980-81.

- Coupe d'Allemagne de l'Ouest (1) :
  - Vainqueur : 1981-82.

- Coupe des clubs champions :
  - Finaliste : 1981-82.